# Siccar Point
Siccar Point è un promontorio roccioso nella contea Berwickshire situato nella costa orientale della Scozia, diventato famoso nella storia della geologia.
È qui che James Hutton, nel 1788 ha rilevato la discordanza angolare, che utilizzò come prova della sua teoria dell'uniformitarismo dello sviluppo geologico.